# Touchez pas à la chnouf
Pour les articles homonymes, voir Stupéfiant (homonymie) et Reefer Madness (téléfilm).
Pour plus de détails, voir Fiche technique et Distribution.
Touchez pas à la chnouf ou Stupéfiants (Reefer Madness ou Tell Your Children) est un film américain de propagande antidrogue réalisé par Louis J. Gasnier, sorti en 1938. 
Le projet d'origine se veut une dénonciation moraliste par l'organisation chrétienne qui a initialement produit le film sous le titre Tell your children (littéralement : « Dites-le à vos enfants ») des dangers du cannabis en mettant en scène la délinquance et les déviances sociales auxquelles se livrent des étudiants après leur initiation à la marijuana. Le film devint culte dans les années 1970 chez les militants de la légalisation du cannabis qui moquaient ainsi l'ordre moral dominant, et également grâce aux midnight movies. Les militants pro cannabis y voient un « film de propagande à hurler de rire ».
Ce film, classé parmi les pires réalisés dans les années 1930, a inspiré une comédie musicale en 1998 aux États-Unis (Reefer Madness (en)), qui a elle-même donné en 2005 le film de comédie musicale satirique Reefer Madness d' Andy Fickman.

## Synopsis
Diverses personnes commettent une série d'actes criminels dont la consommation de cannabis, le délit de fuite, le meurtre, la tentative de viol jusqu'au basculement dans la folie...

## Fiche technique
- Titre français : Touchez pas à la chnouf ou Stupéfiants[2]
- Titre original : Reefer Madness ou Tell Your Children
- Réalisation : Louis J. Gasnier
- Scénario : Lawrence Meade, Arthur Hoerl et Paul Franklin
- Photographie : Jack Greenhalgh
- Montage : Carl Pierson
- Production : Samuel Diege, George A. Hirliman et Dwain Esper
- Société de production : G&H Productions
- Pays de production :  États-Unis
- Langue originale : anglais américain
- Format : Noir et blanc - 1,37:1 - Mono
- Durée : 66 minutes (France : 63 minutes)
- Genre : Drame social
- Date de sortie :
  - États-Unis : 1er décembre 1938
  - France : 27 mars 1974[2]

## Distribution
- Dorothy Short : Mary
- Kenneth Craig : Bill
- Lillian Miles : Blanche
- Dave O'Brien : Ralph
- Thelma White : Mae
- Carleton Young : Jack
- Joseph Forte : Dr. Carroll

Parmi les acteurs non crédités :
- Richard Alexander : Pete Daley - Dope Pusher
- Bobby Burns : Juror
- Lester Dorr : Joe - Barman
- Edward LeSaint : Juge
- Walter McGrail : The Boss
- Frank O'Connor : Jury Foreman
- Marin Sais : Mrs. Harper